# 加納愛子
加納 愛子（かのう あいこ、本名同じ、1989年2月21日 - ）は、日本のお笑い芸人、文筆家。2010年にお笑いコンビ・Aマッソのメンバーとして松竹芸能からデビューし、主にツッコミとネタ作りを担当。2013年よりワタナベエンターテインメントに所属。お笑い芸人としては、加納ないしAマッソ加納名義で活動。大阪府大阪市住吉区出身。

## 略歴
大阪府大阪市阿倍野区に生まれる。2歳上の兄がおり、にぎやかな家庭で育つ。小学4年生時にいじめに遭い、休み時間に図書室へ駆け込んで本を読み、物語の世界に逃げるという時期を過ごす。小学5年生のころに住吉区へ転居し、転入先の小学校でのちの相方となる「むらきゃみ」と同じクラスになり、友人となる。中学生時はバスケットボール部に入り、中学1年生のときに始まったM-1グランプリに熱中し、M-1では特に笑い飯の漫才に衝撃を受ける。高校は女子校の商業高校に通い、高校から推薦で同志社大学商学部に進学して映画サークルに所属するが、学費を払えず2年生時に大学を中退。
大学生のときに遊びの延長でむらきゃみとコンビを組み、インディーズのお笑いライブに出演するようになる。ライブを見た松竹芸能からスカウトされて、むらきゃみとともに松竹芸能タレントスクール大阪校に入学し、2010年4月にAマッソのメンバーとして松竹芸能からデビュー。なお、同期にヒコロヒーがいる。松竹芸能タレントスクールでは、ネタ見せで講師陣に怒られ続けたことで嫌気が差したことからスクールを1年で辞め、同時期に新宿に松竹芸能の新劇場「新宿角座」がオープンすることを聞きつけて2011年に活動拠点を東京に移す。2013年に事務所の意向とのすれ違いから松竹芸能をコンビで退所し、半年ほどフリーの期間を経てワタナベエンターテインメントに移籍。
2018年5月よりwebちくまにてエッセイ『何言うてんねん』の連載を開始し、2020年11月に同連載に加え初の短編小説「帰路酒」を収録した書籍『イルカも泳ぐわい。』（筑摩書房）を刊行。『小説新潮』（新潮社）2021年8月号より、エッセイ連載『行儀は悪いが天気は良い』を開始。2022年2月に新型コロナウイルスに感染し、療養した。
2022年7月に放送されたネタ番組とドラマを掛け合わせた番組『ラフな生活のススメ』（NHK総合）では脚本を担当した。2024年4月から放送されたドラマ『スナック女子にハイボールを』（中京テレビ）では、初の連続ドラマ脚本を担当。同年5月に初の中編小説集『かわいないで』（文藝春秋）を上梓。
2025年6月6日から8日にかけて約6年ぶり2度目の単独ライブ「H15」を成城ホールにて5公演行った。自身が中学3年生であったころの平成15年を舞台としたコントを行うことから、「H15」という名称となった。また、単独ライブ開催に伴い、Instagramアカウントを開設。7月8日・9日には同ライブの追加公演が大阪・近鉄アート館で開催された。

## 人物
身長155cm、血液型はB型。既婚であり、2021年10月に既婚の事実を公表した。2017年12月に放送された『爆笑問題カーボーイ』（TBSラジオ）の企画「女ツッコミ芸人No.1決定戦THE T」で共演した尼神インターの渚と意気投合し、親交を深めた。これをきっかけに渚とトークライブ「本能、類は友をしばく」を開催した。「天才だと思う人」として米粒写経の居島一平を挙げている。
実家に本がたくさんあったことから子どものころから読書を趣味としており、10代の後半からは歴史小説に熱中して司馬遼太郎、伊坂幸太郎などを読む。その他アガサ・クリスティ、三島由紀夫も読んでいる。また、岸本佐知子の翻訳に影響を受けている。『ちびまる子ちゃん』が好きである。
眼が大きめで「眼力強い系男前女子」と言われたことがある。

## 芸風
Aマッソでは主にツッコミとネタ作りを担当しており、リアルサウンドの著者である「かんそう」は加納について「ベタで分かりやすい笑いから、鋭角に突き刺してくるような毒のある笑いまで、辞書並の語彙力で常に笑いの最適解を導き出す天才」と評している。
イーアイデムによる2019年8月のインタビューでは、女性芸人に対する容姿いじり、セクハラ的ないじりについて、それが問題になることも増えていると認識した上で「ことお笑いに関してはそういういじり方が一概に悪いと言えない部分があると思う」と話しており、それをセクハラであると主張する以上はいじり無しでももう少し面白くなくてはいけないとしている。「女性の権利を勝ち得ていざ表に出てみて、笑いの能力が追い付いてなかったら、私やったら恥ずいなって思ってしまいますね」と話し、お笑いと「女性の人権の問題」については一緒にせずに切り離して考えるべきとした。

## 出演

### テレビ

#### レギュラー
- 正解の無いクイズ（テレビ東京、2022年10月31日・11月7日、2023年4月3日 - ）

#### 過去のレギュラー
- トゲアリトゲナシトゲトゲ→トゲトゲTV（テレビ朝日、2021年3月29日 - 2023年9月21日）[33]

### 短編映画
- ウワキな現場（TELASA、2021年11月8日配信）[34][35]

### ネット配信
- レイコーラジオ（YouTubeラジオ局PILOT、2020年8月16日 - ）
- Artistspoken（2020年9月9日 - ）[36]
- ウル活ライフ ～Aマッソ加納がウルトラ沼にはまるまで～（TSUBURAYA IMAGINATION、2024年2月14日 - ）[37]

#### 過去のレギュラー
- 笑えるメソポタミアーン（entamediaJAPAN）
- 中学生エリーちゃんが声優を目指す!!【声たま】（東京GODバラエティ、2016年5月15日 - ）[38]

### CM
- ベルメゾン「大汗さん (R)」[39][40]
- キッコーマン「キッコーマン豆乳」『飲む理由がある』シリーズ（2024年3月25日 - ）[41]

## 書籍

### エッセイ
- イルカも泳ぐわい。（2020年11月18日、筑摩書房、ISBN 978-4-480-81559-0） - 初の短編小説「帰路酒」も収録
- 行儀は悪いが天気は良い（2023年11月16日、新潮社、ISBN 978-4-10-355371-7）

### 小説
- これはちゃうか（2022年11月24日、河出書房新社、ISBN 978-4309030814）[42]
  - 収録作品：了見の餅（書き下ろし） /イトコ / 最終日 / 宵 / ファシマーラの女 /  カーテンの頃（書き下ろし）
- かわいないで（2024年5月13日、文藝春秋、ISBN 978-4163918419）
  - 収録作品：黄色いか黄色くないか / かわいないで

### 連載
- webちくま「何言うてんねん」（2018年5月23日 - 、筑摩書房）
- 小説新潮「行儀は悪いが天気は良い」（2021年8月号 - 2023年7月号、新潮社）

### 小説掲載
- イトコ（2021年1月7日、河出書房新社『文藝』2021年春季号）- 短編
- ステンドグラス（2021年3月5日、文藝春秋『文學界』2021年4月号）- 短編
- 最終日（2021年4月7日、河出書房新社『文藝』2021年夏季号）- 短編
- 宵（2021年7月7日、河出書房新社『文藝』2021年秋季号）- 短編
- ファシマーラの女（2021年10月7日、河出書房新社『文藝』2021年冬季号）- 短編
- 黄色いか黄色くないか（2022年2月7日、文藝春秋『文學界』2022年3月号）- 初の中編小説
- かわいないで（2023年11月7日、文藝春秋『文學界』2023年12月号）- 中編小説

## 脚本
- ラフな生活のススメ（2022年7月30日、NHK総合）
- スナック女子にハイボールを（2024年4月5日 - 6月7日、中京テレビ）[43]

## ライブ
- 本能、類は友をしばく（2018年3月23日、東京・新宿ロフトプラスワン）- 尼神インター渚とのトークライブ
- 本能、類は友をしばくvol.2（2018年8月10日、東京・スクエア荏原 ひらつかホール）- 尼神インター渚とのトークライブ
- 本能、類は友をしばくvol.3（2019年3月1日、東京・新宿ロフトプラスワン）- 尼神インター渚とのトークライブ
- Aマッソ加納 第0回公演『コンナンモ』（2019年4月29日、30日、東京・渋谷ユーロライブ）
- 余韻と脚色（2020年8月22日、東京・北沢タウンホール）- ラランドサーヤとのトークライブ
- 「余韻と脚色」単独ライブ（2021年3月13日、東京・座・高円寺2）ラランドサーヤとの漫才、コント、企画ライブ
- 加納愛子単独ライブ「H15」（2025年6月6日 - 8日、東京・成城ホール）